# Kerem Demirbay
Kerem Demirbay (Herten, 3 luglio 1993) è un calciatore tedesco di origine turca, centrocampista dell'Eyüpspor.

## Carriera

### Club

#### Il periodo giovanile
Cresce nelle giovanili dello Schalke 04 (fino al 2007), del Borussia Dortmund (2008) e del Wattenscheid (dal 2009 al 2011). Nel 2012-2013 esordisce con il Borussia Dortmund II ottenendo 28 presenze e 2 gol.

#### L'Amburgo e i vari prestiti
Nel 2013-14 passa all'Amburgo con cui gioca 3 partite e viene mandato poi in prestito nel 2014-15 al 1. Fußball-Club Kaiserslautern giocando 1 partita (con 1 gol) con la squadra riserve e ben 22 presenze e 1 gol in prima squadra. Nel 2015-2016 passa al Fortuna Düsseldorf con cui ottiene 22 presenze e 7 gol.

#### Hoffenheim
L'11 luglio 2016 passa a titolo definitivo all'Hoffenheim.

#### Bayer Leverkusen
Nel 2019 passa, a titolo definitivo, al Bayer Leverkusen.

#### Galatasaray
Il 1 Agosto 2023 firma un contratto con il Galatasaray 

### Nazionale
Dal 2011 al 2013 gioca per le nazionali giovanili turche, ottenendo presenze per la Turchia Under-19 (7 presenze e 1 gol), Turchia Under-20 (3 presenze) e Turchia Under-21 (2 presenze).
Dal 2015 viene naturalizzato tedesco, esordendo con la nazionale Under-21 della Germania, con cui ha vinto il bronzo all'Europeo di Categoria.
Nel 2017 viene chiamato nella nazionale maggiore per le pre-convocazioni per la Confederation Cup ed esordisce contro la Danimarca entrando al 77'. Inserito nella lista dei convocati del torneo, gioca la sua prima partita da titolare contro il Camerun, segnando la sua prima rete.

## Statistiche

### Presenze e reti nei club
Statistiche aggiornate al 2 luglio 2025. 
| Stagione                | Squadra                 | Campionato              | Campionato | Campionato | Coppe nazionali | Coppe nazionali | Coppe nazionali | Coppe internazionali | Coppe internazionali | Coppe internazionali | Altre coppe | Altre coppe | Altre coppe | Totale | Totale |
| Stagione                | Squadra                 | Comp                    | Pres       | Reti       | Comp            | Pres            | Reti            | Comp                 | Pres                 | Reti                 | Comp        | Pres        | Reti        | Pres   | Reti   |
| ----------------------- | ----------------------- | ----------------------- | ---------- | ---------- | --------------- | --------------- | --------------- | -------------------- | -------------------- | -------------------- | ----------- | ----------- | ----------- | ------ | ------ |
| 2012-2013               | Borussia Dortmund II    | 3L                      | 28         | 2          | -               | -               | -               | -                    | -                    | -                    | -           | -           | -           | 28     | 2      |
| 2013-2014               | Amburgo                 | BL                      | 3          | 0          | CG              | 0               | 0               | -                    | -                    | -                    | -           | -           | -           | 3      | 0      |
| 2014-2015               | Kaiserslautern          | 2L                      | 22         | 1          | CG              | 1               | 0               | -                    | -                    | -                    | -           | -           | -           | 23     | 1      |
| ago. 2015               | Amburgo                 | BL                      | -          | -          | CG              | 0               | 0               | -                    | -                    | -                    | -           | -           | -           | 0      | 0      |
| Totale Amburgo          | Totale Amburgo          | Totale Amburgo          | 3          | 0          |                 | 0               | 0               |                      | -                    | -                    |             | -           | -           | 3      | 0      |
| ago. 2015-2016          | Fortuna Düsseldorf      | 2L                      | 25         | 10         | CG              | 1               | 1               | -                    | -                    | -                    | -           | -           | -           | 26     | 11     |
| 2016-2017               | Hoffenheim              | BL                      | 28         | 6          | CG              | 1               | 0               | -                    | -                    | -                    | -           | -           | -           | 29     | 6      |
| 2017-2018               | Hoffenheim              | BL                      | 19         | 2          | CG              | 1               | 0               | UCL+UEL              | 2+1                  | 0                    | -           | -           | -           | 23     | 2      |
| 2018-2019               | Hoffenheim              | BL                      | 26         | 4          | CG              | 1               | 0               | -                    | -                    | -                    | -           | -           | -           | 27     | 4      |
| Totale Hoffenheim       | Totale Hoffenheim       | Totale Hoffenheim       | 73         | 12         |                 | 3               | 0               |                      | 3                    | 0                    |             | -           | -           | 79     | 12     |
| 2019-2020               | Bayer Leverkusen        | BL                      | 25         | 1          | CG              | 6               | 0               | UCL+UEL              | 5+4                  | 0+1                  | -           | -           | -           | 40     | 2      |
| 2020-2021               | Bayer Leverkusen        | BL                      | 29         | 4          | CG              | 3               | 0               | UEL                  | 5                    | 1                    | -           | -           | -           | 37     | 5      |
| 2021-2022               | Bayer Leverkusen        | BL                      | 29         | 1          | CG              | 2               | 2               | UEL                  | 5                    | 0                    | -           | -           | -           | 36     | 3      |
| 2022-2023               | Bayer Leverkusen        | BL                      | 25         | 4          | CG              | 1               | 0               | UCL+UEL              | 5+5                  | 0+1                  | -           | -           | -           | 36     | 5      |
| Totale Bayer Leverkusen | Totale Bayer Leverkusen | Totale Bayer Leverkusen | 108        | 10         |                 | 12              | 2               |                      | 29                   | 3                    | -           | -           | -           | 149    | 15     |
| 2023-2024               | Galatasaray             | SL                      | 34         | 6          | TK              | 2               | 0               | UCL+UEL              | 4+2                  | 0+1                  | ST          | 0           | 0           | 42     | 7      |
| 2024-2025               | Galatasaray             | SL                      | 20         | 0          | TK              | 3               | 0               | UCL+UEL              | 1+9                  | 0+0                  | ST          | 1           | 0           | 34     | 0      |
| Totale Galatasaray      | Totale Galatasaray      | Totale Galatasaray      | 54         | 6          |                 | 5               | 0               |                      | 16                   | 1                    |             | 1           | 0           | 76     | 7      |
| 2025-2026               | Eyüpspor                | SL                      | -          | -          | TK              | -               | -               | -                    | -                    | -                    | -           | -           | -           | -      | -      |
| Totale carriera         | Totale carriera         | Totale carriera         | 313        | 41         |                 | 22              | 3               |                      | 48                   | 4                    |             | 1           | 0           | 384    | 48     |

### Cronologia presenze e reti in nazionale
| Cronologia completa delle presenze e delle reti in nazionale ― Germania | Cronologia completa delle presenze e delle reti in nazionale ― Germania | Cronologia completa delle presenze e delle reti in nazionale ― Germania | Cronologia completa delle presenze e delle reti in nazionale ― Germania | Cronologia completa delle presenze e delle reti in nazionale ― Germania | Cronologia completa delle presenze e delle reti in nazionale ― Germania | Cronologia completa delle presenze e delle reti in nazionale ― Germania | Cronologia completa delle presenze e delle reti in nazionale ― Germania |
| Data                                                                    | Città                                                                   | In casa                                                                 | Risultato                                                               | Ospiti                                                                  | Competizione                                                            | Reti                                                                    | Note                                                                    |
| ----------------------------------------------------------------------- | ----------------------------------------------------------------------- | ----------------------------------------------------------------------- | ----------------------------------------------------------------------- | ----------------------------------------------------------------------- | ----------------------------------------------------------------------- | ----------------------------------------------------------------------- | ----------------------------------------------------------------------- |
| 6-6-2017                                                                | Brøndby                                                                 | Danimarca                                                               | 1 – 1                                                                   | Germania                                                                | Amichevole                                                              | -                                                                       | 77’                                                                     |
| 25-6-2017                                                               | Soči                                                                    | Germania                                                                | 3 – 1                                                                   | Camerun                                                                 | Conf. Cup 2017 - 1º turno                                               | 1                                                                       | 77’                                                                     |
| Totale                                                                  |                                                                         | Presenze                                                                | 2                                                                       |                                                                         | Reti                                                                    | 1                                                                       |                                                                         |

## Palmarès

### Club

#### Competizioni nazionali
- Supercoppa di Turchia: 1

Galatasaray: 2023
- Campionato turco: 2

Galatasaray: 2023-2024, 2024-2025
- Coppa di Turchia: 1

Galatasaray: 2024-2025

### Nazionale
- Confederations Cup: 1

Russia 2017